# تحطم براونزفيل 2023
في 7 مايو 2023، اصطدمت سيارة رينج روفر الرياضية متعددة الاستخدامات بـ 18 شخصًا في براونزفيل، تكساس، الولايات المتحدة. قُتل ثمانية أشخاص وأصيب عشرة. ويقول مسؤولون إنه من غير الواضح ما إذا كان الحادث متعمدا.

## تحطم
وقع الحادث خارج مركز أوزانام، وهو ملجأ للمشردين يستخدمه المهاجرون، بعد أن قام المشتبه به بإشارة حمراء بالقرب من منطقة كان الضحايا ينتظرون فيها الحافلة. وقالت إدارة الشرطة المحلية إن جميع الضحايا كانوا مهاجرين فنزويليين. وزعم أحد الشهود أن السائق صرخ "اللعنة على المهاجرين" على المجموعة، على الرغم من أن قائد الشرطة قال إنهم لا يستطيعون التحقق من صحة مزاعم الافتراءات المعادية للمهاجرين.

## المتهم
تم القبض على جورج ألفاريز، البالغ من العمر 34 عامًا من مدينة براونزفيل، ووجهت إليه تهمة القيادة المتهورة، وفيما بعد بثماني تهم بالقتل غير العمد وعشر تهم بالاعتداء الجسيم بسلاح مميت. تم تحديد الكفالة بمبلغ 3،600،000 دولار. يمتلك ألفاريز تاريخًا إجراميًا واسعًا، بما في ذلك تهمتان من الاعتداء الشديد بسلاح مميت، وتهم متعددة للاعتداء الذي تسبب في إصابات جسدية، وتهمة واحدة للقيادة أثناء السكر. في 11 مايو، أعلن المسؤولون أن ألفاريز كان يحتوي على الكوكايين والبنزوديازيبينات والماريجوانا في نظامه وقت وقوع الحادث، بينما كانوا ينتظرون أيضًا المزيد من نتائج السموم.